# Edward C. Tolman
Edward Chace Tolman, född 14 april 1886 i West Newton, Massachusetts, död 19 november 1959 i Berkeley, Kalifornien, var en amerikansk psykolog.

## Biografi
Tolman studerade vid Massachusetts Institute of Technology, och tog sin doktorsexamen från Harvard University 1915. År 1912 flyttade han till Giessen i Tyskland för att studera för sin doktorsavhandling. Där introducerades han till, och även senare återvände dit för att studera, gestaltpsykologin. Det mesta av sin karriär tillbringade han vid University of California (1918-1954), där han undervisade i psykologi. 
Tolman studerade vid MIT på grund av familjens tryck, men efter att ha läst William James' Principles of Psychology bestämde han sig för att överge fysik, kemi, och matematik för att studera filosofi och psykologi. Han skrev in sig vid Harvard och arbetade där med Hugo Munsterburg. James' inflytande på Tolman kunde märkas i hans modiga attityd och hans vilja att hantera frågor som orsakade kontroverser och gick emot den tidens populära uppfattning. Han framhöll alltid att han var starkt influerad av gestaltpsykologerna, särskilt Kurt Lewin och Kurt Koffka.
Tolman valdes in till American Academy of Arts and Sciences 1949. 
På initiativ av den dåvarande ordföranden för University of California Clark Kerr, namngav universitetet 1963 sin nya byggnad för fakulteten Utbildning och psykologi vid Berkeley till "Tolman Hall" till hans ära. Hans porträtt hänger i entrén till byggnaden.

## Forskning
Tolman utvecklade Watsons behavioristiska inlärningspsykologi med bl. a. tankesätt från gestaltpsykologin.
Han är mest känd för sina studier av råttors inlärning med hjälp av labyrinter, och han publicerade många experimentella artiklar, varav hans rapport med Ritchie och Kalish, 1946, förmodligen var den mest inflytelserika. Hans stora teoretiska bidrag kom i hans bok, Purposive Behavior in Animals and Men, 1932, och i en rad uppsatser i Psychological Review, The determinants of behavior at a choice point (1938), Cognitive maps in rats and men (1948) och Principles of performance (1955).
Några av Tolmans tidiga undersökningar var en tidig utveckling av det som nu kallas beteendegenetik. Han avlade selektivt råttor på förmågan att lära sig de labyrinter han konstruerade. Trots hans främsta forskningsfokus låg på instinkt och syfte var han öppen för tanken att forska kring medfödda förmågor hos råttorna. Hans studie var det första experimentet för att undersöka den genetiska grunden för labyrintlärande genom distinkt avel av råttor, som valts ut för sin labyrintprestanda. 

## Utmärkelser
Tolman tilldelades många priser och utmärkelser. Han var ordförande för APA 1937 och ordförande i Lewin Society för psykologisk studie av sociala frågor år 1940. Han var en medlem av Society of Experimental Psycologists och National Academy of Sciences, och APA gav honom en utmärkelse 1957 för framstående insatser.